# Стефанув (Зволенський повіт)
Стефанув (пол. Stefanów) — село в Польщі, у гміні Пшиленк Зволенського повіту Мазовецького воєводства.
Населення — 195 осіб (2011).
У 1975-1998 роках село належало до Радомського воєводства.

## Демографія
Демографічна структура станом на 31 березня 2011 року:
|          | Загалом | Допрацездатний вік | Працездатний вік | Постпрацездатний вік |
| -------- | ------- | ------------------ | ---------------- | -------------------- |
| Чоловіки | 96      | 20                 | 63               | 13                   |
| Жінки    | 99      | 26                 | 51               | 22                   |
| Разом    | 195     | 46                 | 114              | 35                   |